# あっ!カメラだ
『あっ！カメラだ』は、1985年4月13日から同年7月6日までテレビ朝日系列で放送されていた朝日放送製作のバラエティ番組である。全13回。放送時間は毎週土曜 19時00分 - 19時30分（日本標準時）。
町の人々のさまざまな表情を「人間観察」という視点から捉え、その面白さを引き出すことをコンセプトにしていた。出演者は柳沢慎吾と荒川強啓で、柳沢は次番組『マンガ人間抱腹Z!!』にも引き続き出演した。

## 放送リスト
| 回 | 放送日 （1985年） | サブタイトル                              |
| -- | ----------------- | ----------------------------------------- |
| 1  | 4月13日           | おもしろ人間図鑑 日本昔ばなしより新しい!! |
| 2  | 4月20日           | おもしろ人間図鑑 さかさま！夫婦の耳かき   |
| 3  | 4月27日           | おもしろ人間図鑑 肥満児バンザイ           |
| 4  | 5月4日            | おもしろ人間図鑑 大学生の恋人             |
| 5  | 5月11日           | おもしろ人間図鑑 母の日に贈る             |
| 6  | 5月18日           | おもしろ人間図鑑 熱血柳沢慎吾が学園乱入   |
| 7  | 5月25日           | おもしろ人間図鑑 柳沢慎吾オンナ獲得作戦   |
| 8  | 6月1日            | おもしろ人間図鑑 慎吾赤面！小学生夫婦!?   |
| 9  | 6月8日            | 慎吾ノゾキ見！口からソバ／ヘンテコ同窓会  |
| 10 | 6月15日           | 慎吾ノゾキ見 修学旅行                     |
| 11 | 6月22日           | 慎吾ノゾキ見 オッパイサーファー中年乙女会 |
| 12 | 6月29日           | 慎吾アベックのぞき見!? 珍プレ枕投げ大会   |
| 13 | 7月6日            | 慎吾ア然ヘンテコ食事法／子供の一芸総集編  |

参考：『朝日新聞縮刷版』朝日新聞社、1985年4月13日 - 同年7月6日付のラジオ・テレビ欄。
| テレビ朝日系列 土曜 19:00 - 19:30                            | テレビ朝日系列 土曜 19:00 - 19:30               | テレビ朝日系列 土曜 19:00 - 19:30                    |
| 前番組                                                       | 番組名                                          | 次番組                                               |
| ------------------------------------------------------------ | ----------------------------------------------- | ---------------------------------------------------- |
| GALACTIC PATROL レンズマン （1984年10月6日 - 1985年3月30日） | あっ！カメラだ （1985年4月13日 - 1985年7月6日） | マンガ人間抱腹Z!! （1985年7月13日 - 1985年10月12日） |